# Torre de los Escipiones
La Torre de los Escipiones (en catalán, Torre dels Escipions) es una torre funeraria construida en época romana cerca de Tarraco, antigua ciudad romana que se corresponde con la actual ciudad de Tarragona (España). La torre de los Escipiones es uno de los elementos del «Conjunto arqueológico de Tarraco», declarado Patrimonio de la Humanidad por la Unesco, siendo identificada la torre con el código 875-010. Es una de las tres torres funerarias romanas mejor conservadas de la península ibérica, con la Torre Ciega (Cartagena) y la Torre de Hércules (Villajoyosa).

## Historia
Se construyó a mediados del siglo I, a seis kilómetros de la ciudad de Tarraco, capital de Hispania Citerior, en el trazado de la Vía Augusta, la calzada romana que comunicaba en la península ibérica desde los Pirineos hasta Gadir, (Cádiz). Es uno de los monumentos funerarios más importantes de la época romana que aún se conservan en la península.

## Características arquitectónicas
Es un monumento turriforme, con tres plantas superpuestas en forma decreciente. Está construida con sillares rectangulares. En el cuerpo intermedio hay dos relieves que representan al dios de Frigia Atis divinidad de la muerte y la resurrección, hijo de Nana y además en el mismo nivel se encuentra una cámara funeraria que cobijaba el ajuar del difunto. Mide en su base 4,40 x 4,70 m.

## Curiosidades
Su nombre proviene de un error en la identificación de los dos relieves del dios Atis que durante años se identificaron como los de los hermanos Escipión.